# EIF4A1
EIF4A1‏ (Eukaryotic initiation factor 4A-I) هوَ بروتين يُشَفر بواسطة جين EIF4A1 في الإنسان.